# Scrinium
Scrinium is een geslacht van weekdieren uit de klasse van de Gastropoda (slakken).

## Soorten
- Scrinium blandiatum (Suter, 1917) †
- Scrinium brazieri (E. A. Smith, 1892)
- Scrinium callimorphum (Suter, 1917) †
- Scrinium finlayi Powell, 1942 †
- Scrinium furtivum Hedley, 1922
- Scrinium impendens (Verco, 1909)
- Scrinium limbatum Maxwell, 1992 †
- Scrinium neozelanicum (Suter, 1908)
- Scrinium ordinatum (Hutton, 1877) †
- Scrinium stirophorum Suter, 1917 †
- Scrinium strongi Marwick, 1931 †
- Scrinium thomsoni Powell, 1942 †